# Tobelo (miasto)
Tobelo – miasto w Indonezji na wyspie Halmahera w prowincji Moluki Północne. Według danych z roku 2016 liczy 34 tys. mieszkańców. Jest ośrodkiem administracyjnym kabupatenu Halmahera Utara.
Miasto Tobelo jest zróżnicowane pod względem etnicznym. W użyciu są dwa główne języki: lokalny malajski i indonezyjski, które wypierają język tobelo, rodzimy język miejscowej grupy etnicznej.